# 徒单公弼
徒单公弼（？—1221年），金朝大臣。本名习烈，河北东路（治今河北省河间市）算主海猛安人，女真族。
父亲是武定军节度使徒单府君奴，母亲是金熙宗之女。徒单公弼开始为奉御，大定二十七年（1187年），娶金世宗女息国公主，加定远大将军、驸马都尉，改任器物局直长。转任副使，兼近侍局直长。金章宗时，历任滨州刺史、兵部侍郎，知大名府（今河北省大名县）府事。泰和二年（1202年），任武安军节度使，为贺宋正旦使。卫绍王完颜永济大安元年（1209年），入朝知大兴府事，拜参知政事。历任尚书右丞、尚书左丞。至宁元年（1213年），拜平章政事，封定国公。金宣宗即位，徒单公弼升右丞相。又为定国军节度使事，太子太师、同判大睦亲府事。兴定五年（1221年）卒，谥恪愿。

## 延伸阅读
[在维基数据编辑]
 《金史·卷120》，出自脱脱《遼史》